# 18-та армія (Третій Рейх)
18-та а́рмія (нім. 18. Armee) — польова армія імперської армії Німеччини за часів Першої та Вермахту Другої світових війн. У ході німецько-радянської війни діяла на північному напрямку головних сил Вермахту та брала участь у блокаді Ленінграду. Капітулювала в травні 1945 у Курляндському котлі.

## Історія

### Перше формування (І світова війна)
18-та німецька армія сформована наприкінці 1918 року під командуванням генерала Оскара фон Гут'єра.

### Друге формування (ІІ світова війна)
18-та польова армія (нім. 18. Armee) була сформована 4 листопада 1939 року шляхом переведення командування частин прикордонної ділянки «Центр» (нім. Grenzschutz-abschnitts-kommando Mitte) на кордон Німеччини з Нідерландами. До початку Західної кампанії армія виконувала охоронні функції на даній ділянці.
З 10 травня 1940 року частини армії брали участь в наступальних боях в Нідерландах, північно-західних районах Бельгії. Після ліквідації угрупування під Дюнкерком армія була виведена до резерву, проте незабаром знов введена в бій на території Франції.
До 20 липня 1940 року виконувала функції окупаційних військ на зайнятій території. З 21 липня 1940 року почалося перекидання частин армії до Східної Пруссії на кордон з СРСР.
22 червня 1941 року частини армії перейшли радянсько-німецький кордон і вторглися в межі СРСР. Зломивши опір військ Північно-Західного фронту, частини армії зайняли велику частину Литви, увійшли на територію Латвії, зайняли Ригу, вторглися на територію Естонії. У ході важких боїв кінця літа 1941 року з'єднання армії повністю зайняли Естонію, підійшли впритул до Ленінграда, почали операцію із захоплення Моонзундських островів. Не зумівши сходу захопити місто на Неві і знищити плацдарм радянських військ в районі Оранієнбаума, 18-та армія зайняла оборонні позиції.
У ході 1942 року вона не дозволила радянським військам зняти блокаду Ленінграда.
Проте, в січні 1943 року війська Ленінградського і Волховського фронтів прорвали оборонні порядки з'єднань армії і на південь від Ладозького озера з'єднали Ленінград з рештою радянської землі.
У 1943 році частини армії вели оборонні бої на всьому просторі від Балтійського моря до озера Ільмень. На початку 1944 року в результаті наступу Червоної Армії на північно-західній ділянці фронту 18-та армія була відкинута від Ленінграда до Естонії і Латвії, де влітку-осінню того ж року зазнала поразки, була витиснена на Курляндський півострів, де і залишалася до кінця війни. Повністю капітулювала до 10 травня 1945 року.

## Командування

### Командувачі
- генерал артилерії, з 19 липня 1940 — генерал-полковник Георг фон Кюхлер (нім. Georg von Küchler) (5 листопада 1939 — 16 січня 1942);
- генерал кавалерії, з 3 липня 1942 — генерал-полковник Георг Ліндеман (нім. Georg Lindemann) (16 січня 1942 — 29 березня 1944);
- генерал артилерії Герберт Лох (нім. Herbert Loch) (29 березня — 2 вересня 1944);
- генерал від інфантерії Еренфрід Беге (нім. Ehrenfried Böge) (5 вересня 1944 — 8 травня 1945).

### Начальники штабу
- генерал-майор Еріх Маркс (нім. Erich Marcks) (5 листопада 1939 — 10 грудня 1940);
- генерал-майор Вільгельм Хассе (нім. Wilhelm Hasse) (10 грудня 1940 — 19 січня 1942);
- генерал-майор, доктор інженерних наук Курт Вегер (нім. Kurt Waeger) (19 січня — 17 листопада 1942);
- генерал-майор Ганс Шпет (нім. Hans Speth) (24 листопада 1942 — 1 грудня 1943);
- генерал-майор Фрідріх Ферч (нім. Friedrich Foertsch) (1 грудня 1943 — 25 січня 1945);
- оберст Вільгельм Гецель (нім. Wilhelm Hetzel) (25 січня — 5 березня 1945);
- генерал-майор Ернст Мерк (нім. Ernst Merk) (5 березня — 8 травня 1945);

## Підпорядкованість
- Група армій «B» (нім. Heeresgruppe B) (5 листопада 1939 — травень 1940);
- Резерв ОКГ (нім. Reserve OKH) (червень — серпень 1940);
- Група армій «B» (вересень 1940 — квітень 1941);
- Група армій «C» (нім. Heeresgruppe C) (травень 1941);
- Група армій «Північ» (нім. Heeresgruppe Nord) (червень 1941 — січень 1945);
- Група армій «Курляндія» (нім. Heeresgruppe Kurland) (січень — травень 1945).

## Бойовий шлях армії
|                            |                                     |                                                                     |                   |                   |            |  |
| №                          | Стратегічна операція                | Оперативні та тактичні завдання                                     | Початок           | Кінець            | Тривалість |  |
| Західний театр воєнних дій |                                     |                                                                     |                   |                   |            |  |
| 1                          | Прикриття західних кордонів         | Оборона бельгійсько-німецького та голландсько-німецького кордонів   | 5 листопада 1939  | 9 травня 1940     | 188        |  |
| 2                          | Голландська операція                | Висадка повітряно-десантних військ в Голландії                      | 10 травня 1940    | 17 травня 1940    | 8          |  |
|                            |                                     | Бої за позиції Ейссель та лінію Греббе                              | 10 травня 1940    | 14 травня 1940    | 5          |  |
|                            |                                     | Прорив до Маасу, позицій Пил-Раам та морського узбережжя            | 10 травня 1940    | 14 травня 1940    | 5          |  |
|                            |                                     | Прорив у напрямку південної Голландії                               | 14 травня 1940    | 15 травня 1940    | 2          |  |
|                            |                                     | Окупація Північної Голландії                                        | 15 травня 1940    | 30 травня 1940    | 16         |  |
|                            |                                     | Окупація островів Зеландії                                          | 16 травня 1940    | 18 травня 1940    | 3          |  |
|                            |                                     | Наступ на Антверпен та захват Шельди                                | 15 травня 1940    | 20 травня 1940    | 6          |  |
| 3                          | Бельгійська кампанія                | Бої у Східній Фландрії та за Гент                                   | 19 травня 1940    | 23 травня 1940    | 5          |  |
| 4                          | Другий етап окупації Франції        | Битва за Дюнкерк                                                    | 28 травня 1940    | 4 червня 1940     | 8          |  |
|                            |                                     | Захоплення Парижу                                                   | 11 червня 1940    | 13 червня 1940    | 3          |  |
|                            |                                     | Форсування Сени                                                     | 12 червня 1940    | 13 червня 1940    | 2          |  |
|                            |                                     | Переслідування противника до Луари                                  | 14 червня 1940    | 18 червня 1940    | 5          |  |
|                            |                                     | Форсування Луари                                                    | 17 червня 1940    | 20 червня 1940    | 4          |  |
|                            |                                     | Переслідування французької армії південніше Луари                   | 20 червня 1940    | 25 червня 1940    | 6          |  |
|                            |                                     | Окупація Південно-західної Франції                                  | 26 червня 1940    | 20 липня 1940     | 25         |  |
|                            |                                     | Передислокація та зосередження армії у Східній Пруссії              | 21 липня 1940     | 21 червня 1941    | 336        |  |
| Східний фронт              |                                     |                                                                     |                   |                   |            |  |
| 5                          | Операція «Барбаросса»               | Прикордонні битви (1941)                                            | 22 червня 1941    | 29 червня 1941    | 9          |  |
|                            |                                     | Бої в прикордонній смузі                                            | 22 червня 1941    | 25 червня 1941    | 4          |  |
|                            |                                     | Бойові дії в Литві. Захват Каунасу                                  | 22 червня 1941    | 26 червня 1941    | 5          |  |
|                            |                                     | Захват Лієпаї                                                       | 24 червня 1941    | 29 червня 1941    | 6          |  |
|                            |                                     | Наступ до Даугави та її форсування                                  | 27 червня 1941    | 12 липня 1941     | 16         |  |
|                            |                                     | Бойові дії в Західній Литві та Латвії                               | 27 червня 1941    | 7 липня 1941      | 11         |  |
|                            |                                     | Захват Ригі та бої між Двіною й Великими Луками                     | 29 червня 1941    | 12 липня 1941     | 14         |  |
|                            |                                     | Бойові дії в Естонії                                                | 4 липня 1941      | 5 вересня 1941    | 64         |  |
|                            |                                     | Захват Західної Естонії                                             | 4 липня 1941      | 13 липня 1941     | 10         |  |
|                            |                                     | Битва за Тарту                                                      | 11 липня 1941     | 4 серпня 1941     | 25         |  |
|                            |                                     | Бої за Раквере та Нарву                                             | 5 серпня 1941     | 19 серпня 1941    | 15         |  |
|                            |                                     | Битва за Таллінн                                                    | 20 серпня 1941    | 28 серпня 1941    | 9          |  |
|                            |                                     | Бої на старому державному кордоні                                   | 7 серпня 1941     | 7 серпня 1941     | 1          |  |
| 6                          | Оборона Ленінграда                  | I-й етап Ленінградської оборонної операції                          | 12 серпня 1941    | 25 вересня 1941   | 76         |  |
|                            |                                     | Бої східніше Чудсько-Псковського озера та Нарви                     | 12 серпня 1941    | 18 серпня 1941    | 7          |  |
|                            |                                     | Прорив Лузьких оборонних позицій                                    | 18 серпня 1941    | 28 серпня 1941    | 11         |  |
|                            |                                     | Прорив до Неви та Ладозького озера                                  | 25 серпня 1941    | 25 вересня 1941   | 32         |  |
|                            |                                     | Бої на підступах до Ленінграду                                      | 29 серпня 1941    | 25 вересня 1941   | 28         |  |
|                            |                                     | Бої за Петергоф                                                     | 17 вересня 1941   | 25 вересня 1941   | 9          |  |
| 7                          | Операція «Беовульф»                 | Захват Моонзундського архіпелагу                                    | 8 вересня 1941    | 15 жовтня 1941    | 38         |  |
|                            |                                     | Захоплення островів Хобулайд, Вормсі, Кассарі                       | 8 вересня 1941    | 9 вересня 1941    | 2          |  |
|                            |                                     | Захоплення острова Муху                                             | 11 вересня 1941   | 15 вересня 1941   | 5          |  |
|                            |                                     | Бої на острові Сааремаа                                             | 17 вересня 1941   | 3 жовтня 1941     | 17         |  |
|                            |                                     | Бойові дії на Гіюмаа                                                | 12 жовтня 1941    | 22 жовтня 1941    | 11         |  |
| 8                          | Блокада Ленінграда                  | Оранієнбаумський плацдарм. Бої між Ленінградом та Оранієнбаумом     | 26 вересня 1941   | 30 червня 1942    | 278        |  |
| 9                          | Оборона Ленінграда                  | Бої між озерами Ільмень та Ладога                                   | 28 грудня 1941    | 27 червня 1942    | 181        |  |
|                            |                                     | Прорив на Волхов                                                    | 16 жовтня 1941    | 18 листопада 1941 | 64         |  |
|                            |                                     | Оборонні дії під Волховом                                           | 10 листопада 1941 | 30 грудня 1941    | 51         |  |
|                            |                                     | Любанська операція                                                  | 7 січня 1942      | 30 квітня 1942    | 115        |  |
|                            |                                     | Любанська операція. Розгром радянської 2-ї ударної армії            | 22 травня 1942    | 27 червня 1942    | 37         |  |
| 10                         | Блокада Ленінграда                  | Позиційна оборона з метою блокади Ленінграду                        | 27 серпня 1942    | 13 січня 1944     | 562        |  |
|                            |                                     | Операція «Нордліхт» (Друга Мгінська операція). Синявінська операція | 19 серпня 1942    | 10 жовтня 1942    | 53         |  |
|                            |                                     | Операція «Іскра»                                                    | 12 січня 1943     | 30 січня 1943     | 19         |  |
|                            |                                     | Бойові дії біля Новгороду                                           | 15 березня 1943   | 26 березня 1943   | 12         |  |
|                            |                                     | Бої південніше озера Ладога та Колпино. Третя Мгінська операція     | 22 липня 1943     | 22 серпня 1943    | 31         |  |
| 11                         | Ленінградсько-Новгородська операція | Стратегічний наступ радянських військ з метою деблокади Ленінграду  | 14 січня 1944     | 1 березня 1944    | 48         |  |

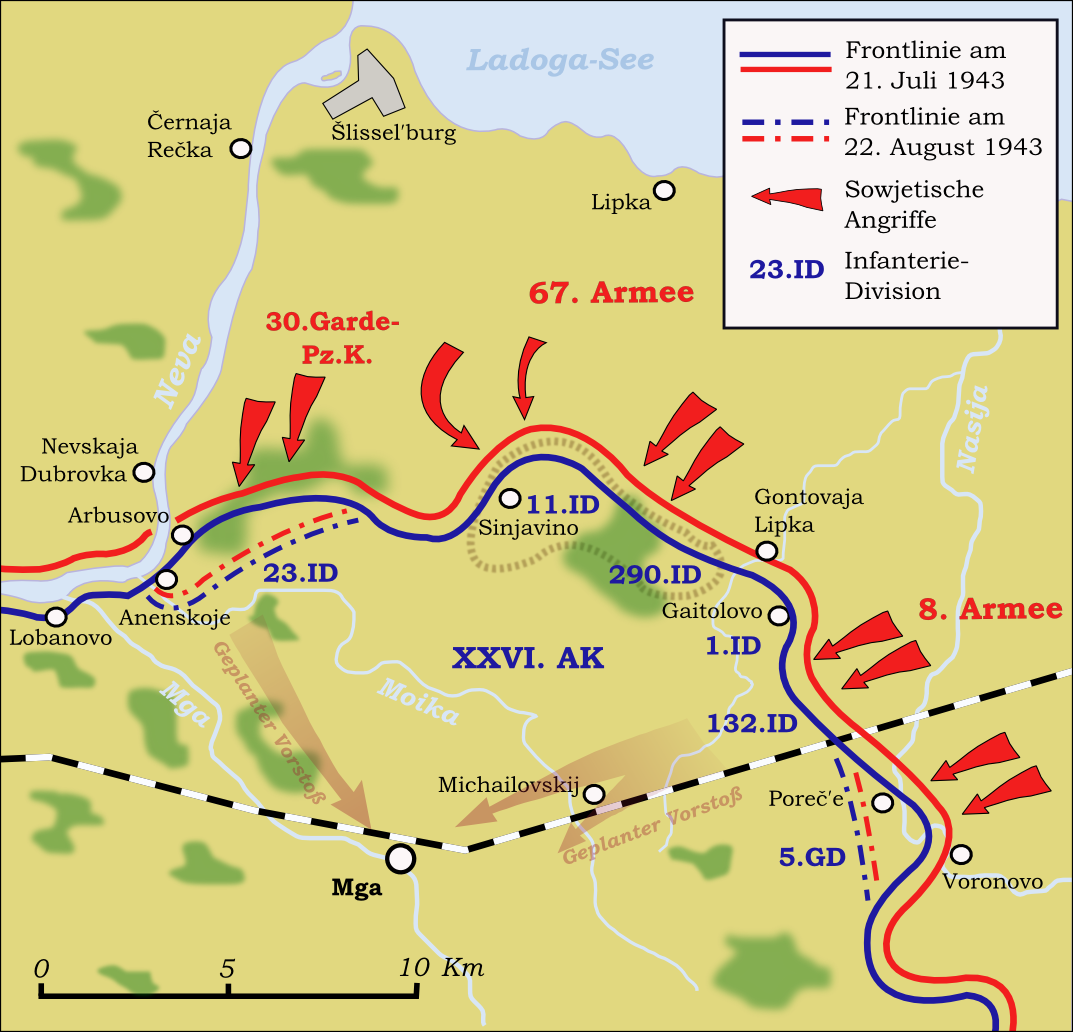
Карта боїв південніше озера Ладога та Колпино. Третя Мгінська операція. Липень — серпень 1943

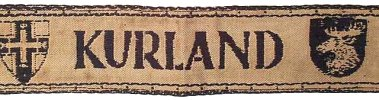
Нашивка групи армій «Курляндія»

|                            |                                     | Оборонні бої поздовж річки Нарва                                    | 2 лютого 1944     | 23 квітня 1944    | 82         |  |
|                            |                                     | Позиційні бої вздовж лінії фронту                                   | 24 квітня 1944    | 16 липня 1944     | 84         |  |
|                            |                                     | Бої західніше Чудсько-Пськовського озера                            | 14 липня 1944     | 6 жовтня 1944     | 85         |  |
|                            |                                     | Псковсько-Островська операція                                       | 17 липня 1944     | 31 липня 1944     | 15         |  |
| 12                         | Прибалтійська операція (1944)       | Стратегічний наступ радянських військ в Прибалтиці                  | 14 вересня 1944   | 24 листопада 1944 | 48         |  |
| 13                         | Курляндський котел                  | Стратегічна оборона курляндського угруповання в Прибалтиці          | 10 жовтня 1944    | 15 травня 1945    | 218        |  |
|                            |                                     | Оборонні бої на південному фланзі оточеного угруповання             | 7 жовтня 1944     | 19 жовтня 1944    | 13         |  |
|                            |                                     | 6 битв оточеного угруповання                                        | 27 жовтня 1944    | 30 березня 1945   | 155        |  |
|                            |                                     | Позиційні бої оточеного угруповання. Капітуляція 18-ї армії         | 1 квітня 1945     | 10 травня 1945    | 40         |  |

## Бойовий склад 18-ї армії
Формування забезпечення та підтримки
- 583-тя комендатура тилу (Korück 583);
- 516-те командування армійських військ постачань (Kommandeur der Armee-Nachschubtruppen 516);
- 520-й армійський полк зв'язку (Armee-Nachrichten-Regiment 520);
- 303-тє головне артилерійське командування (Höheres Arko 303).

- 10-й армійський корпус (X. Armeekorps);
- 520-та група таємної військової поліції (Gruppe geheime Feldpolizei 520);
- 621-ша рота пропаганди (Propaganda-Kompanie 621).

- 10-й армійський корпус;
- 26-й армійський корпус (XXVI. Armeekorps);
- 1-ша кавалерійська дивізія (1. Kavallerie-Division);
- 698-й залізничний інженерний штаб спеціального призначення (Eisenbahn-Pionier-Stab z.b.V. 698);
- 520-та група таємної військової поліції;
- 621-ша рота пропаганди.

- 10-й армійський корпус;
- 26-й армійський корпус;
- 208-ма піхотна дивізія (208. Infanterie-Division);
- 225-та піхотна дивізія (225. Infanterie-Division);
- 9-та танкова дивізія (9. Panzer-Division);
- резервна дивізія СС (SS-Division Verfügungstruppe).

- 3-й армійський корпус (III. Armeekorps);
- 17-й армійський корпус (XVII. Armeekorps);
- 19-й армійський корпус (XIX. Armeekorps);
- 26-й армійський корпус;
- 30-й армійський корпус (XXX. Armeekorps);
- 44-й армійський корпус (XXXXIV. Armeekorps);
- 34-те головне корпусне командування спеціального призначення (XXXIV. Höheres Kommando z.b.V.);
- 35-те головне корпусне командування спеціального призначення (XXXV. Höheres Kommando z.b.V.).

- 1-й армійський корпус (I. Armeekorps);
- 16-й моторизований корпус (XVI. Armeekorps (mot.);
- 26-й армійський корпус.

- 1-й армійський корпус;
- 16-й моторизований корпус;
- 26-й армійський корпус;
- 520-та група військової поліції (Gruppe Feldpolizei 520).

- 4-та танкова група (Panzergruppe 4);
- 1-й армійський корпус;
- 26-й армійський корпус;
- навчальний саперний батальйон (на формуванні) (Pionier-Lehr-Bataillon (in Zuführung));
- 47-й інженерний батальйон (на формуванні) (Pionier-Bataillon 47 (in Zuführung));
- 71-ше командування будівельних військ (на формуванні) (Kommandeur der Bautruppen 71 (in Zuführung));
- 104-те командування будівельних військ (Kommandeur der Bautruppen 104);
- 44-й будівельний батальйон (Bau-Bataillon 44);
- 55-й будівельний батальйон (на формуванні) (Bau-Bataillon 55 (in Zuführung));
- 57-й будівельний батальйон (Bau-Bataillon 57);
- 62-й будівельний батальйон (на формуванні) (Bau-Bataillon 62 (in Zuführung));
- 98-й будівельний батальйон (на формуванні) (Bau-Bataillon 98 (in Zuführung));
- 108-й будівельний батальйон (на формуванні) (Bau-Bataillon 108 (in Zuführung));
- 121-й будівельний батальйон (на формуванні) (Bau-Bataillon 121 (in Zuführung));
- 127-й будівельний батальйон (Bau-Bataillon 127);
- 135-й будівельний батальйон (Bau-Bataillon 135);
- 141-й будівельний батальйон (Bau-Bataillon 141);
- 214-й будівельний батальйон (Bau-Bataillon 214);
- 257-й будівельний батальйон (Bau-Bataillon 257);
- 32-ге будівельне управління (Oberbaustab 32);
- 35-й штаб командира будівельних військ (на формуванні) (Kommandeur der Bautruppen 35 (in Zuführung));
- 108-й штаб командира будівельних військ (Kommandeur der Bautruppen 108);
- 3-й мостобудівний батальйон (Brücken-Bau-Bataillon 3);
- 683-й мостобудівний батальйон (Brücken-Bau-Bataillon 683);
- 8-ма, 39-та, 40-ва, 58-ма, 59-та, 60-та та 61-ша снігоприбиральні команди (Schneeräumtrupps 8, 39,40,58,59,60,61)
- 520-та група таємної військової поліції (Gruppe geheime Feldpolizei 520).

- 1-й армійський корпус;
- 26-й армійський корпус;
- 291-ша піхотна дивізія (291. Infanterie-Division);
- 38-й фортечний штаб (Festungs-Stab 38);
- 914-й армійський артилерійський дивізіон берегової артилерії (Heeres-Küsten-Artillerie-Abteilung 914);
- 601-й вимірювальний та картографічний дивізіон (Vermessungs- und Karten-Abteilung 601);
- 516-й взвод прогнозу погоди (Wetterpeilzug 516);
- 518-й воєнно-топографічний загін (Vo-Meßtrupp 518);
- 1-ша рота 683-го мостобудівного батальйону (1. Kompanie);
- 562-й дорожньо-будівельний батальйон (Straßen-Bau-Bataillon 562);
- 591-й дорожньо-будівельний батальйон (Straßen-Bau-Bataillon 591);
- 32-й штаб командира будівельних військ (Kommandeur der Bautruppen 32);
- 141-й будівельний батальйон;
- 25-й штаб частин Імперської служби праці (RAD-Abschnitts-St. 25);
- 11-те відділення К Імперської служби праці (RAD-Gruppen K 11);
- 83-тє відділення К Імперської служби праці (RAD-Gruppen K 83);
- 116-те відділення К Імперської служби праці (RAD-Gruppen K 116);
- 5-й загін організації Тодта (OT-Abteilung 5);
- 7-й загін організації Тодта (OT-Abteilung 7).

- 26-й армійський корпус;
- 42-й армійський корпус (XXXXII. Armeekorps).

- 26-й армійський корпус;
- 28-й армійський корпус (XXVIII. Armeekorps);
- 38-й армійський корпус (XXXVIII. Armeekorps);
- 42-й армійський корпус;
- 50-й армійський корпус (L. Armeekorps).

- 1-й армійський корпус;
- 26-й армійський корпус;
- 28-й армійський корпус;
- 50-й армійський корпус.

- 1-й армійський корпус;
- 26-й армійський корпус;
- 28-й армійський корпус;
- 38-й армійський корпус;
- 50-й армійський корпус.

- 1-й армійський корпус;
- 26-й армійський корпус;
- 28-й армійський корпус;
- 38-й армійський корпус;
- 50-й армійський корпус;
- 12-та танкова дивізія (12. Panzer-Division);
- 185-й дивізіон штурмових гармат (Sturmgeschütz-Abteilung 185);
- 935-й штаб ешелону будівельних колон (Brücken-Kolonnen-Staffel-Stab 935);
- 936-й штаб ешелону будівельних колон (Brücken-Kolonnen-Staffel-Stab 936);
- B 21-ша, B 44-та, B 401-ша, B 636-та, B 652-га, В 658-ма, В 663-тя, В 826-та, Т 158-ма та Z 317-та будівельні колони (Brückenkolonnen B 21, В 44, В 401, В 636, В 652, В 658, В 663, В 826, Т 158, Z 317);
- 32-ге будівельне управління;
- 32-й штаб командира будівельних військ;
- 1-й фортечний інженерний штаб (Festungs-Pionier-Stab 1);
- 1-й фортечний будівельний батальйон (Festungs-Bau-Bataillon 1);
- 141-й будівельний батальйон (без 2-й роти) (ohne 2. Kompanie);
- 683-й мостобудівний батальйон (без 2-й і 4-й рот) (ohne 2. und 4. Kompanie);
- 591-й дорожньо-будівельний батальйон;
- 540-ва служба постачання армії (Armee-Nachschubtruppen 540);
- 621-ша рота пропаганди;
- 601-й вимірювальний та картографічний дивізіон;
- 520-та група таємної військової поліції.

- 1-й армійський корпус;
- 26-й армійський корпус;
- 28-й армійський корпус;
- 38-й армійський корпус;
- 50-й армійський корпус;
- 170-та піхотна дивізія (170. Infanterie-Division);
- 185-й дивізіон штурмових гармат (без 1-й батареї) (ohne 1. Batterie);
- 44-й саперний батальйон (Pionier-Bataillon 44);
- 935-й штаб ешелону будівельних колон;
- 936-й штаб ешелону будівельних колон;
- B 21-ша, B 44-та, B 401-ша, B 636-та, B 652-га, В 658-ма, В 663-тя, В 827-ма, Т 158-ма та Т 317-та будівельні колони (Brückenkolonnen B 21, В 44, В 401, В 636, В 652, В 658, В 663, В 827, Т 158, Т 317);
- 32-ге будівельне управління;
- 32-й штаб командира будівельних військ;
- 1-й фортечний інженерний штаб;
- 1-й фортечний будівельний батальйон;
- 141-й будівельний батальйон (без 2-й роти);
- 683-й мостобудівний батальйон (без 2-й і 4-й рот);
- 591-й дорожньо-будівельний батальйон;
- 580-та служба постачання армії (Armee-Nachschubtruppen 580);
- 621-ша рота пропаганди;
- 601-й вимірювальний та картографічний дивізіон;
- 520-та група таємної військової поліції.

- 1-й армійський корпус;
- 28-й армійський корпус;
- 38-й армійський корпус;
- 203-й танковий полк (Panzer-Regiment 203);
- 936-й штаб ешелону будівельних колон;
- B 652-га, Т 158-ма, Т 193-тя, Т 196-та, Т 317 та Т 823-тя будівельні колони (Brückenkolonnen В 652, Т 158, Т 193, Т 196, Т 317, Т 823);
- 32-ге будівельне управління;
- 1-й фортечний інженерний штаб;
- 1-й фортечний будівельний батальйон;
- 141-й будівельний батальйон;
- 683-й мостобудівний батальйон (без 2-й, 3-й і 4-й рот) (ohne 3. Kompanie);
- 21-й підрозділ організації Тодта (OT-Einheit 21);
- 25-й підрозділ організації Тодта (OT-Einheit 25);
- 580-та служба постачання армії (Armee-Nachschubtruppen 580);
- 621-ша рота пропаганди;
- 601-й вимірювальний та картографічний дивізіон;
- 520-та група таємної військової поліції.

- 1-й армійський корпус;
- 28-й армійський корпус;
- 38-й армійський корпус;
- 936-й штаб ешелону будівельних колон;
- B 801-ша, В 803-тя, Т 158-ма, Т 193-тя, Т 196-та та Т 317 будівельні колони (Brückenkolonnen В 801, В 803, Т 158, Т 193, Т 196, Т 317);
- 32-ге будівельне управління;
- 1-й фортечний інженерний штаб;
- 1-й фортечний будівельний батальйон;
- 1-ша інженерна група фортечних частин (Festungs-Pionier-Abschnitts-Gruppen I);
- 2-га інженерна група фортечних частин (Festungs-Pionier-Abschnitts-Gruppen II);
- 141-й будівельний батальйон;
- 683-й мостобудівний батальйон;
- 21-й підрозділ організації Тодта (OT-Einheit 21);
- 25-й підрозділ організації Тодта (OT-Einheit 25);
- 580-та служба постачання армії (Armee-Nachschubtruppen 580);
- 621-ша рота пропаганди;
- 601-й дивизион  АИР(артиллерийской  интструментальной  разведки);
- 520-та група таємної військової поліції.

- 1-й армійський корпус;
- 26-й армійський корпус;
- 28-й армійський корпус;
- 38-й армійський корпус;
- 50-й армійський корпус;
- 54-й армійський корпус (LIV. Armeekorps);
- 3-тє командування військ реактивної артилерії (Kommandeur der Nebeltruppen 3);
- 1-й та 2-й дивізіони 70-го полку реактивної артилерії (I. und II. / Werfer-Regiment 70);
- 1-й дивізіон 1-го навчального полку реактивної артилерії (I. / Werfer-Lehr-Regiment 1);
- 207-й саперний батальйон (Pionier-Bataillon 207);
- 676-й саперний батальйон (Pionier-Bataillon 676);
- 741-й саперний батальйон (Pionier-Bataillon 741);
- 2-га рота 44-го саперного батальйону (2./Pionier-Bataillon 44);
- 665-та саперна рота (Pionier-Kompanie 665);
- 902-й, 905-й та 911-й загони штурмових катерів (Sturmboot-Kommandos 902, 905, 911);
- 1-й та 4-й інженерні взводи прослуховування (Pionier-Horchzug 1);
- 934-й, 935-й, 936-й та 937-й штаби ешелонів будівельних колон (Brückenkolonnen-Staffel-Stab 934, 935, 936, 937);
- 32-ге будівельне управління;
- 32-й штаб командира будівельних військ;
- 35-й штаб командира будівельних військ;
- 31 будівельна колона;
- 1-й фортечний інженерний штаб;
- 1-й фортечний будівельний батальйон;
- 1-ша інженерна група фортечних частин (Festungs-Pionier-Abschnitts-Gruppen I);
- 2-га інженерна група фортечних частин (Festungs-Pionier-Abschnitts-Gruppen II);
- 100-й будівельний батальйон (Bau-Bataillon 100);
- 121-й будівельний батальйон;
- 127-й будівельний батальйон;
- 141-й будівельний батальйон;
- 591-й дорожньо-будівельний батальйон;
- 521-й мостобудівний батальйон (Brücken-Bau-Bataillon 521);
- 201-ша снігоприбиральна рота (Schneeräum-Kompanie 201);
- 1-ше командування частин організації Тодта (OT-Einheits-Leiter I);
- 580-та служба постачання армії (Armee-Nachschubtruppen 580);
- 621-ша рота пропаганди;
- 601-й вимірювальний та картографічний дивізіон;
- 520-та група таємної військової поліції.

- 1-й армійський корпус;
- 26-й армійський корпус;
- 28-й армійський корпус;
- 38-й армійський корпус;
- 50-й армійський корпус;
- 54-й армійський корпус;
- 3-й корпус ППО (III. Flak-Korps);
- 70-й полк реактивної артилерії (без 1-го та 3-го дивізіонів) (ohne I. und III.);
- 665-та саперна рота;
- 674-та саперна рота (Pionier-Kompanie 674);
- 1-й та 4-й інженерні взводи прослуховування (Pionier-Horchzug 1);
- 14 будівельних колон;
- 936-й та 937-й штаби ешелонів будівельних колон (Brückenkolonnen-Staffel-Stab 936, 937);
- 32-ге будівельне управління;
- 32-й штаб командира будівельних військ;
- 35-й штаб командира будівельних військ;
- 71-й штаб командира будівельних військ (Kommandeur der Bautruppen 71);
- 95-й будівельний батальйон (Bau-Bataillon 95);
- 100-й будівельний батальйон;
- 101-й будівельний батальйон (Bau-Bataillon 101);
- 121-й будівельний батальйон;
- 127-й будівельний батальйон;
- 141-й будівельний батальйон;
- 257-й будівельний батальйон;
- 591-й дорожньо-будівельний батальйон;
- 677-й дорожньо-будівельний батальйон (Straßen-Bau-Bataillon 677);
- 521-й мостобудівний батальйон;
- 201-ша снігоприбиральна рота;
- 1-ше командування частин організації Тодта;
- 21-й підрозділ організації Тодта;
- 25-й підрозділ організації Тодта;
- підрозділ В організації Тодта (OT-Einheiten B);
- підрозділ Hb організації Тодта (OT-Einheiten Hb);
- 580-та служба постачання армії (Armee-Nachschubtruppen 580);
- 621-ша рота пропаганди;
- 601-й вимірювальний та картографічний дивізіон;
- 520-та група таємної військової поліції.

- 1-й армійський корпус;
- 26-й армійський корпус;
- 28-й армійський корпус;
- 38-й армійський корпус;
- 50-й армійський корпус;
- 54-й армійський корпус;
- 3-й авіапольовий корпус (III. Luftwaffen-Feld-Korps).

- 1-й армійський корпус;
- 26-й армійський корпус;
- 28-й армійський корпус;
- 38-й армійський корпус;
- 50-й армійський корпус;
- 54-й армійський корпус;
- 3-й авіапольовий корпус;
- 121-ша піхотна дивізія (121. Infanterie-Division);
- 328-ма піхотна дивізія (328. Infanterie-Division).

- 26-й армійський корпус;
- 28-й армійський корпус;
- 38-й армійський корпус;
- 50-й армійський корпус;
- 54-й армійський корпус;
- 3-й авіапольовий корпус;
- 28-ма єгерська дивізія (28. Jägerdivision).

- 26-й армійський корпус;
- 28-й армійський корпус;
- 38-й армійський корпус;
- 50-й армійський корпус;
- 54-й армійський корпус;
- 3-й танковий корпус СС (III. SS-Panzerkorps (germanische));
- 23-тя добровольча танково-гренадерська бригада СС «Недерланд» (SS-Freiwilligen-Panzer-Grenadier-Brigaden "Nederland").

- 28-й армійський корпус;
- 38-й армійський корпус;
- 6-й добровольчий армійський корпус СС (латиський) (VI. SS-Freiwilligen-Armeekorps (lettische));
- 207-ма дивізія охорони (207. Sicherungs-Division).

- 10-й армійський корпус
- 28-й армійський корпус;
- 38-й армійський корпус;
- 50-й армійський корпус;
- 6-й добровольчий армійський корпус СС (латиський);
- 207-ма дивізія охорони;
- 14-та танкова дивізія (14. Panzer-Division).

- 1-й армійський корпус;
- 2-й армійський корпус (II. Armeekorps);
- 10-й армійський корпус;
- 3-й танковий корпус СС;
- 50-й армійський корпус;
- 6-й добровольчий армійський корпус СС (латиський);
- 52-га дивізія охорони (52. Sicherungs-Division);
- 563-тя фольксгренадерська дивізія (563. Volks-Grenadier-Division);
- 300-та дивізія спеціального призначення (Division z.b.V. 300).

- 1-й армійський корпус;
- 2-й армійський корпус;
- 10-й армійський корпус;
- 14-та танкова дивізія;
- фортеця Либава (Festung Libau) (штаб 52-ї дивізії охорони)